# Pomaria (Karolina Południowa)
Pomaria – miasto w Stanach Zjednoczonych, w stanie Karolina Południowa, w hrabstwie Newberry.